# Austrocactus
Austrocactus es un género de plantas suculentas sudamericanos perteneciente a la familia Cactaceae. Contiene 10 especies aceptadas.

## Descripción
Las especies de este género suelen ser de pequeño tamaño, alcanzando una altura de 30 a 60 centímetros y un diámetro de hasta 8 centímetros. Son de cuerpo solitario o ramificado, de pulpa blanca y con forma esférica o cilíndrica. Tienen de 6 a 12 costillas, algunas de las cuales presentan bultos. De las areolas surgen las espinas centrales, con forma ganchuda o recta, y las espinas marginales, con forma de aguja.
Las flores son de color rosa, rojo o amarillo y presentan un característico tubo floral espinoso. Tienen forma de embudo, miden de 3 a 6 centímetros de largo y se abren durante el día. La copa floral ancha y cónica y el tubo floral corto están cubiertos de escamas reducidas y mechones de pelos lanudos. Los estigmas son más o menos de color rojo púrpura o amarillo pálido y los estambres están dispuestos en dos círculos.
Los frutos, que van desde la forma esférica a alargada, son de color verdoso, son lanudos y están cubiertos de cerdas. Tienen un residuo floral persistente y contienen semillas ovaladas y arrugadas. Son de color negro a marrón y miden de 2 a 2,5 milímetros de largo.n).

## Distribución
El área de distribución nativa de este género es Sudamérica, concretamente desde Argentina a Chile.

## Taxonomía
El género fue descrito por los botánicos estadounidenses Nathaniel Lord Britton y Joseph Nelson Rose y publicado en el libro The Cactaceae; descriptions and illustrations of plants of the cactus family 3: 44 en 1922.
Etimología
Austrocactus: nombre genérico que proviene del latín australis (que significa 'del sur') y el sufijo cactus, haciendo referencia a que es un cactus que se localiza en el sur.

## Especies aceptadas
Actualmente, el género Austrocactus consta de 10 especies aceptadas según la Plants of the World Online (POWO):
| Imagen | Nombre científico                                     | Distribución                                                               |
| ------ | ----------------------------------------------------- | -------------------------------------------------------------------------- |
|        | Austrocactus aonikenkensis E.Sarnes y N.Sarnes        | Sur de Argentina (Santa Cruz)                                              |
|        | Austrocactus bertinii (J.F.Cels) Britton & Rose       | Desde el sur de Chile hasta el norte de la zona central y sur de Argentina |
|        | Aurstocactus coxii (K.Schum.) Backeb.                 | Sur de Argentina                                                           |
|        | Austrocactus ferrarii R.Kiesling, E.Sarnes y N.Sarnes | Noroeste de Argentina (Mendoza)                                            |
|        | Austrocactus hibernus F. Ritter                       | Sur de Argentina y centro de Chile                                         |
|        | Austrocactus pauxillus E.Sarnes y N.Sarnes            | Noroeste de Argentina (Mendoza)                                            |
|        | Austrocactus philippii (Regel & Schmidt) Buxb.        | Desde Chile central hasta el noroeste de Argentina (Mendoza)               |
|        | Austrocactus praecox E.Sarnes y N.Sarnes              | Noroeste de Argentina (Mendoza)                                            |
|        | Austrocactus spiniflorus (Phil.) F. Ritter            | Chile central                                                              |
|        | Austrocactus subandinus E.Sarnes y N.Sarnes           | Noroeste de Argentina                                                      |